# Jan Philip van Thielen

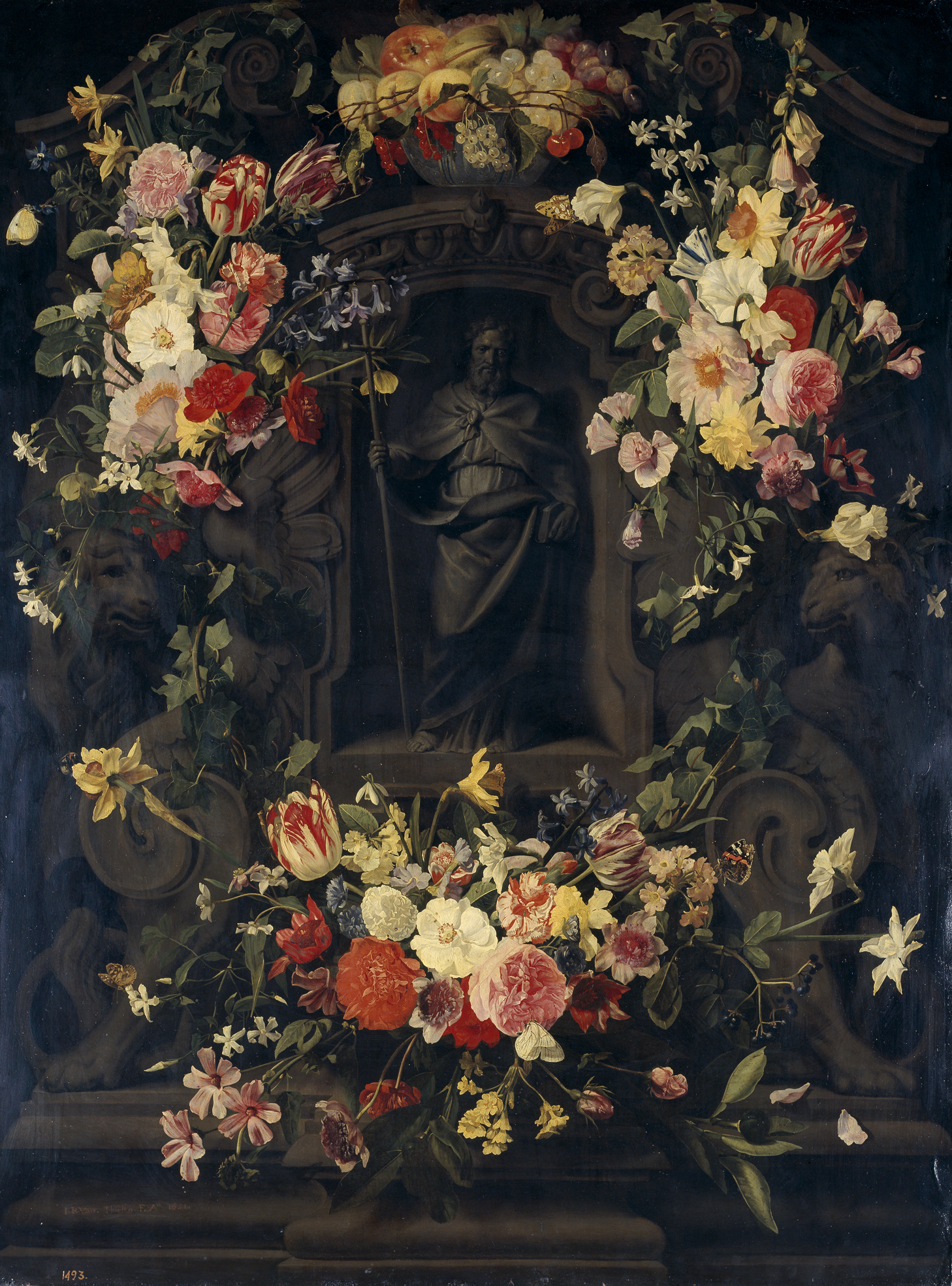
San Felipe en hornacina rodeada de flores, 1651, óleo sobre lámina de cobre, 126 x 96 cm, Madrid, Museo del Prado.

Jan Philip van Thielen (Malinas, 1618-Booischot (Heist-op-den-Berg), 1667) fue un pintor barroco flamenco especializado en floreros y guirnaldas.
De familia noble, ostentó el título de señor de Cauwenberg. Bautizado en Malinas el 1 de abril de 1618, con trece años entró como aprendiz en el taller de su cuñado Theodoor Rombouts en Amberes. Estudió luego con Daniel Seghers, de quien llegó a ser el más destacado seguidor. En 1642 ingresó como maestro en el gremio de San Lucas de Amberes. El mismo año o poco antes contrajo matrimonio con Françoise van Hemelaer, con quien tuvo nueve hijos. De ellos, Anna María, Maria Theresia y Francisca Catharina van Thielen, llegaron también a ser pintoras de flores. En octubre de 1660 se inscribió como maestro libre en el gremio de San Lucas de Malinas. Falleció  en 1667 en Booischot, localidad próxima a Malinas, en la provincia de Amberes.
Sus composiciones florales y guirnaldas, con fechas comprendidas, las que van firmadas, entre 1645 (Virgen con Niño, Florencia, Uffizi) y 1667, enmarcan con frecuencia hornacinas fingidas o pequeñas pinturas con figuras comúnmente religiosas o mitológicas (Guirnalda con el busto de Flora, Ámsterdam, Rijksmuseum), pintadas frecuentemente por otros pintores como su también cuñado Erasmus Quellinus II, que con anterioridad había colaborado también con Seghers. Estimado en los años en los que se mantuvo activo como el más importante pintor flamenco de guirnaldas, aunque no llegase a alcanzar la naturalidad y franqueza de su maestro en la representación de las flores, disfrutó de la protección del archiduque Leopoldo Guillermo y al menos una de sus composiciones más valoradas e imitadas, San Felipe en hornacina rodeada de flores, ahora en el Museo del Prado, entró en la colección real española.